# アルフレッド・イースト
サー・アルフレッド・エドワード・イースト（Sir Alfred Edward East RA、1844年12月15日 - 1913年9月28日）は、イギリスの画家である。

## 略歴
ノーサンプトンシャーのケタリングに生まれた 。グラスゴー美術学校で学び、パリでも学んだ 。パリで「バルビゾン派」の画家たちの影響を受け風景画を描くことになった。30歳までは、家族の靴製造業で働きながら絵を描いていたが、画家に専念することに決め、家族の反対に抗してケタリングを出た。

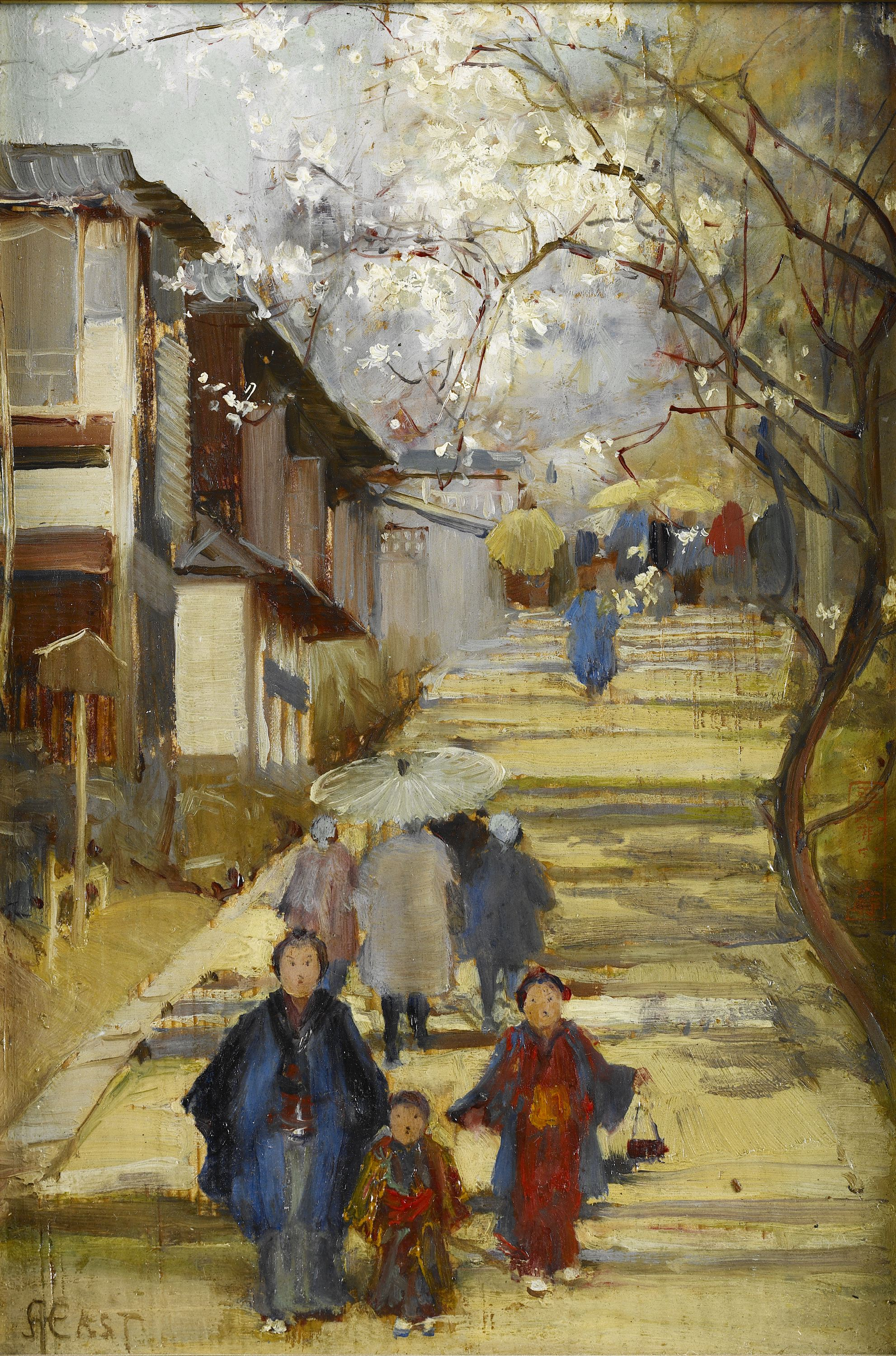
『京都円山の階段』

1888年にロンドンの伝統のある画廊「The Fine Art Society」で、トーマス・クーパー・ゴッチ、エアースト・イングラムとともに展覧会を開き、好評であった。画廊の支配人マークス・ハルシュに依頼されて、イーストは翌年6か月間、日本に滞在して風景画や日本の人々を描いた。1890年にイーストの描いた104点の絵画は「The Fine Art Society」で展示され成功を収めた。
その後も国外で多くの風景を描き、1892年にはスペイン、フランス、イタリアを訪れ、北アメリカも訪れた。
1889年にロイヤル・アカデミー・オブ・アーツの準会員に選ばれ、アカデミーの展覧会に毎回出展し、1913年に正会員に選ばれた。
1906年に英国王立芸術家協会の会長に選ばれ、その年ナイトに叙階された。1906年には著書「油彩による風景画技術」（"The Landscape Art in Oil Paint"）も出版した。
1913年7月に故郷、ケタリングに、「Alfred East Art Gallery」を開いた。その年の9月にロンドンで没した。

## 作品

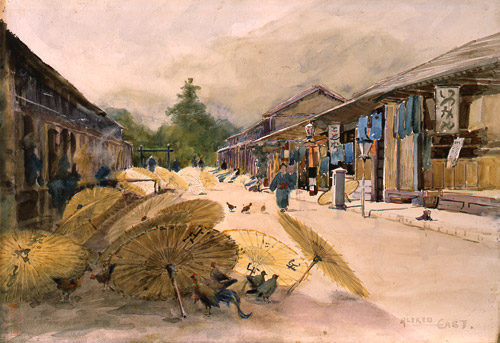
『雨後の傘干し』(c. 1889) 水彩.郡山市立美術館(蔵)
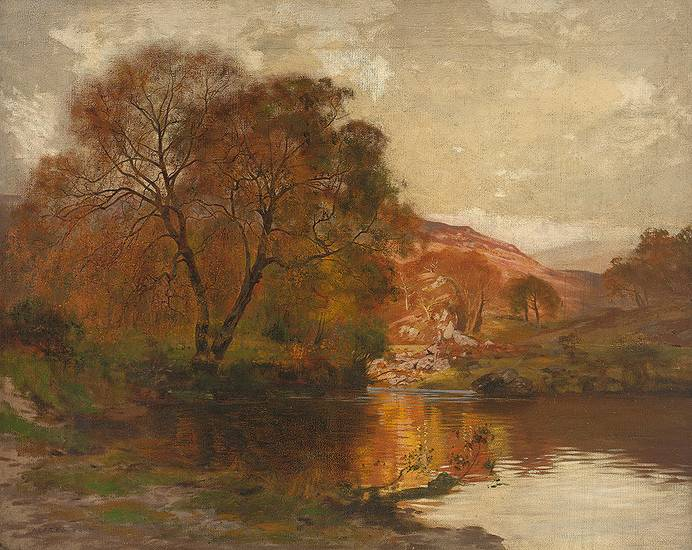
秋の湖
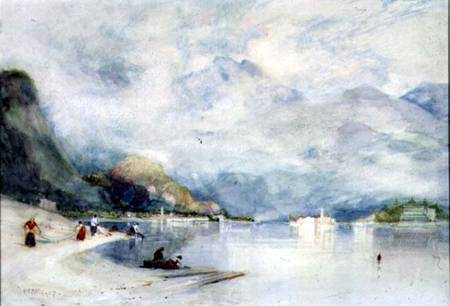
マッジョーレ湖

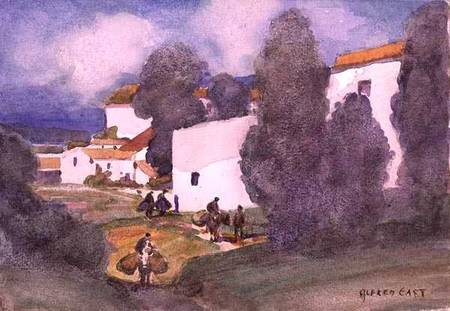
地中海の村
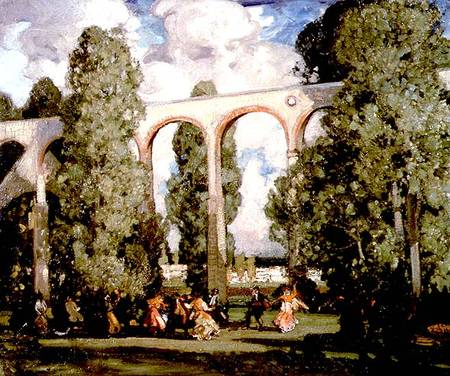
Fiesta
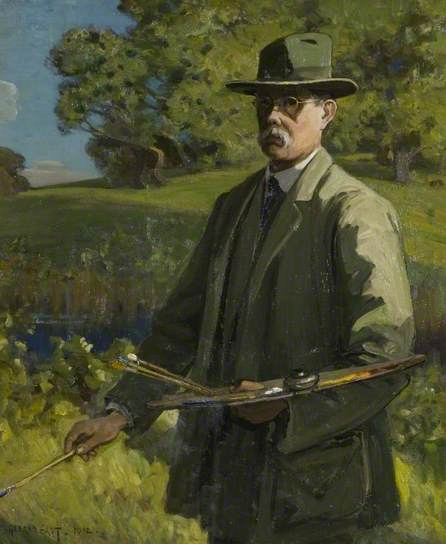
自画像